# Sean Patrick Flanery
Sean Patrick Flanery (n. 11 octombrie 1965, Lake Charles⁠(d), Louisiana, SUA) este un actor american, autor și practicant de arte marțiale (jiu-jitsu brazilian). Este cunoscut pentru rolurile Connor MacManus în The Boondock Saints (1999) și continuarea The Boondock Saints II: All Saints Day (2009), Greg Stillson în serialul The Dead Zone, Jeremy "Powder" Reed în Copilul fulgerului (1995), Indiana Jones în serialul ABC The Young Indiana Jones Chronicles, Bobby Dagen în Puzzle mortal 3D (2010).

## Filmografie

### Film
| An   | Titlu                                  | Rol                     | Note            |
| ---- | -------------------------------------- | ----------------------- | --------------- |
| 1987 | A Tiger's Tale                         | Buddy                   |                 |
| 1993 | Kingdom Come                           |                         | Direct pe video |
| 1994 | Frank & Jesse                          | Zack Murphy             |                 |
| 1995 | The Grass Harp                         | Riley Henderson         |                 |
| 1995 | Raging Angels                          | Chris                   |                 |
| 1995 | Powder                                 | Jeremy 'Powder' Reed    |                 |
| 1996 | Just Your Luck                         | Ray                     | Direct pe video |
| 1996 | The Method                             | Christian               |                 |
| 1996 | Eden                                   | Dave Edgerton           |                 |
| 1997 | Pale Saints                            | Louis                   |                 |
| 1997 | Suicide Kings                          | Max Minot               |                 |
| 1997 | Best Men                               | Billy Phillips          |                 |
| 1998 | Girl                                   | Todd Sparrow            |                 |
| 1998 | Zack and Reba                          | Zack Blanton            |                 |
| 1999 | Simply Irresistible                    | Tom Bartlett            |                 |
| 1999 | The Boondock Saints                    | Connor MacManus         |                 |
| 1999 | Body Shots                             | Rick Hamilton           |                 |
| 2002 | Kiss the Bride                         | Tom Terranova           |                 |
| 2002 | Con Express                            | Alex Brooks             | Direct pe video |
| 2002 | D-Tox                                  | Conner                  |                 |
| 2002 | Lone Hero                              | John                    |                 |
| 2002 | Borderline                             | Ed Baikman              |                 |
| 2004 | The Gunman                             | Ben Simms               |                 |
| 2004 | 30 Days Until I'm Famous               |                         |                 |
| 2005 | Demon Hunter                           | Jake Greyman            |                 |
| 2006 | The Insatiable                         | Harry Balbo             | Direct pe video |
| 2007 | Veritas, Prince of Truth               | Veritas                 |                 |
| 2007 | Ten Inch Hero                          | Noah                    |                 |
| 2008 | Crystal River                          | Clay Arrendal           |                 |
| 2009 | Deadly Impact                          | Tom Armstrong           |                 |
| 2009 | The Whole Truth                        | Gary Langston           |                 |
| 2009 | The Boondock Saints II: All Saints Day | Connor MacManus         |                 |
| 2009 | Sinners & Saints                       | Colin                   | Direct pe video |
| 2009 | 'Citizen Jane'                         |                         |                 |
| 2010 | Scavengers                             | Captain Jekel           |                 |
| 2010 | Saw 3D                                 | Bobby Dagen             |                 |
| 2011 | InSight                                | Detectiv Peter Rafferty |                 |
| 2012 | The Devil's Carnival                   | John                    | Scurtmetraj     |
| 2013 | Phantom                                | Tyrtov                  |                 |
| 2015 | Broken Horses                          | Ignacio                 |                 |
| 2016 | Gibby                                  | Frank                   |                 |
| 2016 | Beyond Valkyrie: Dawn of the 4th Reich | Captain Evan Blackburn  |                 |
| 2016 | My First Miracle                       | Charlie                 |                 |
| 2017 | Trafficked                             | Simon                   |                 |
| 2017 | The Evil Within                        | John                    |                 |
| 2020 | The Boondock Saints 3                  | Connor MacManus         |                 |

### Televiziune
| An         | Titlu                                                                | Rol                                          | Note                                 |
| ---------- | -------------------------------------------------------------------- | -------------------------------------------- | ------------------------------------ |
| 1990       | Just Perfect                                                         |                                              | Film TV                              |
| 1990       | My Life as a Babysitter                                              |                                              | Film TV                              |
| 1992– 1993 | The Young Indiana Jones Chronicles                                   | Indiana Jones                                | 22 episoade                          |
| 1993       | The Accident                                                         | The Driver                                   | Film TV                              |
| 1994       | Guinevere                                                            | Regele Arthur                                | Film TV                              |
| 1994       | The Adventures of Young Indiana Jones: Hollywood Follies             | tânărul Indiana Jones                        | Film TV                              |
| 1995       | The Adventures of Young Indiana Jones: Treasure of the Peacock's Eye | tânărul Indiana Jones                        | Film TV                              |
| 1995       | The Adventures of Young Indiana Jones: Attack of the Hawkmen         | Indiana Jones                                | Film TV                              |
| 1996       | The Adventures of Young Indiana Jones: Travels with Father           | Indiana Jones (la 20 de ani)                 | Film TV                              |
| 1999– 2000 | The Strip                                                            | Elvis Ford                                   | 10 episoade                          |
| 2000       | Run the Wild Fields                                                  | Tom Walker                                   | Film TV                              |
| 2000       | The Outer Limits                                                     | Eric                                         | Episodul: "Stasis"                   |
| 2001       | The Diamond Hunters                                                  | Johnny Lance                                 | mai multe episoade                   |
| 2001       | Acceptable Risk                                                      | Bobby                                        | Film TV                              |
| 2001       | Stargate SG-1                                                        | Orlin                                        | Episodul: "Ascension"                |
| 2001       | Touched by an Angel                                                  | Daniel Lee Corbitt                           | Episodul: "Famous Last Words"        |
| 2002       | Charmed                                                              | Adam                                         | Episodul: "Happily Ever After"       |
| 2002– 2007 | Stephen King's Dead Zone                                             | Greg Stillson / Vice President Greg Stillson | 19 episoade                          |
| 2003       | Then Came Jones                                                      | Sheriff Ben Jones                            | Film TV                              |
| 2003       | The Twilight Zone                                                    | Dr. Paul Thorson                             | Episodul: "Cold Fusion"              |
| 2004       | Dead Lawyers                                                         | Jimmy Blake                                  | Film TV                              |
| 2004       | 30 Days Until I'm Famous                                             | Cole Thompson                                | Film TV                              |
| 2005       | Into the Fire                                                        | Walter Harwig, Jr.                           | Film TV                              |
| 2006       | Savage Planet                                                        | Randall Cain                                 | Film TV                              |
| 2006       | Secrets of a Small Town                                              | Jimmy Lee Daniels                            | episod pilot                         |
| 2006       | CSI: Crime Scene Investigation                                       | The Big Hombre                               | Episodul: "Double Cross"             |
| 2006       | Masters of Horror                                                    | Sheriff Kevin Reddle                         | Episodul: "The Damned Thing"         |
| 2007       | KAW                                                                  | Wayne                                        | Film Syfy                            |
| 2007       | Numb3rs                                                              | Jeff Upchurch                                | Episodul: "Tabu"                     |
| 2009       | Criminal Minds                                                       | Darrin Call                                  | Episodul: "Haunted"                  |
| 2010       | Mongolian Death Worm                                                 | Daniel                                       | Film TV                              |
| 2011       | The Young and the Restless                                           | Sam Gibson                                   | Soap opera; 18 aprilie - 4 noiembrie |
| 2011       | A Crush on You                                                       | Ben Martin                                   | Film TV Hallmark                     |
| 2013       | Dexter                                                               | Jacob Elway                                  | Sezonul 8                            |

## Legături externe
- Sean Patrick Flanery la Internet Movie Database
- www.seanflanery.com